# Pierre Haillez
Le Baron Pierre Haillez, né à Gand le 17 août 1923 et décédé à Woluwe-Saint-Pierre le 13 juin 2007, est un ancien membre de l'Armée secrète belge et volontaire de guerre au sein de la Brigade Piron pendant la Seconde Guerre mondiale.

Comme d'autres membres de l'AS, Pierre Haillez prit part au sein du groupe Genappe aux opérations contre le port d'Anvers et le Canal Albert aux côtés des troupes anglo-canadiennes avant de rejoindre l'état-major de la composante « artillerie » de la Brigade Piron et de prendre part à la campagne de Hollande.
Formé comme ingénieur civil des mines à l’université de Louvain, il rejoint la réserve comme capitaine-commandant de l’artillerie et entame un très prolifique parcours comme administrateur de sociétés. Il sera, entre autres, président des Laminoirs de Longtain à La Louvière et administrateur d'UCB.
Il est fait baron à titre personnel par le roi Albert II de Belgique le 21 juillet 2000.
Il reçut les distinctions suivantes: Officier de l’Ordre de Léopold, Officier de l’Ordre de la Couronne, Médaille de la Résistance, Médaille commémorative 40-45, Médaille de la Victoire, Médailles du volontaire de guerre, de la reconnaissance nationale, etc.